# Stor-Fängsjön
Stor-Fängsjön är en sjö i Sollefteå kommun i Ångermanland och ingår i Ångermanälvens huvudavrinningsområde. Sjön är 18 meter djup, har en yta på 0,723 kvadratkilometer och befinner sig 292,3 meter över havet. Vid provfiske har abborre och gädda fångats i sjön.

## Delavrinningsområde
Stor-Fängsjön ingår i det delavrinningsområde (704251-156073) som SMHI kallar för Inloppet i Vigdsjön. Medelhöjden är 267 meter över havet och ytan är 22,45 kvadratkilometer. Räknas de 5 avrinningsområdena uppströms in blir den ackumulerade arean 74,79 kvadratkilometer. Vigdan (Ottjärnån) som avvattnar avrinningsområdet har biflödesordning 2, vilket innebär att vattnet flödar genom totalt 2 vattendrag innan det når havet efter 95 kilometer. Avrinningsområdet består mestadels av skog (88 procent). Avrinningsområdet har 0,83 kvadratkilometer vattenytor vilket ger det en sjöprocent på 3,7 procent.